# 김계금 서강일고 목판
서강 김계금 일고책판(金係錦 西岡逸稿 木板)은 대한민국 경상남도 김해시에 있는, 조선전기 유학자인 서강 김계금선생의 언행과 업적, 관련 기록등을 후손들이 모아서 편찬한 목판이다.
2000년 1월 25일 경상남도의 유형문화재 제352호 서강김계금 일고책판으로 지정되었다가, 2018년 12월 20일 현재의 명칭으로 변경되었다.

## 개요
조선전기 유학자인 서강 김계금선생의 언행과 업적, 관련 기록등을 후손들이 모아서 편찬한 목판으로 1850년 제작 되었다. 표지를 포 함한 총 26장의 책판 전부가 양호한 상태로 보존되어 있어 조선후기 목판 연구에 귀중한 자료가 된다. 현재 진영 신용리에 있는 미양서원에 보관되어 있다.

## 같이 보기
- 김계금

## 참고 문헌
- 김계금 서강일고 목판 - 국가유산청 국가유산포털